# Souleymane Sy Savane
Souleymane Sy Savane est un acteur de cinéma ivoirien.

## Biographie
Souleymane Sy Savane avant de devenir acteur a été steward sur la compagnie Air Afrique puis mannequin. Il réalise son premier rôle important au cinéma dans le film Goodbye Solo du réalisateur américain Ramin Bahrani en 2008.

## Filmographie
- 2010 : Honeysuckle de Vigil Chime – Benny
- 2009 : Goodbye Solo de Ramin Bahrani – Solo
- 2007 : The Day of My Wedding de Thato Rantao Mwosa – Tim
- 2011 : Machine Gun de Marc Forster – Deng
- 2017 : Good Time de Josh et Benny Safdie – Le chauffeur de taxi africain
- 2017 : Jonathan  de Bill Oliver - Sembène
- 2018 : Killerman de Malik Bader - Bokassa
- 2023 : Mon père, le diable de Ellie Foumbi - le Père Patrick